# Stenalia rufohumeralis
Stenalia rufohumeralis is een keversoort uit de familie spartelkevers (Mordellidae). De wetenschappelijke naam van de soort is voor het eerst geldig gepubliceerd in 1926 door Píc.